# CCL23
CCL23 (англ. C-C motif chemokine ligand 23) – білок, який кодується однойменним геном, розташованим у людей на довгому плечі 17-ї хромосоми. Довжина поліпептидного ланцюга білка становить 120 амінокислот, а молекулярна маса — 13 411.
| 10         |  | 20         |  | 30         |  | 40         |  | 50         |
| ---------- |  | ---------- |  | ---------- |  | ---------- |  | ---------- |
| MKVSVAALSC |  | LMLVTALGSQ |  | ARVTKDAETE |  | FMMSKLPLEN |  | PVLLDRFHAT |
| SADCCISYTP |  | RSIPCSLLES |  | YFETNSECSK |  | PGVIFLTKKG |  | RRFCANPSDK |
| QVQVCVRMLK |  | LDTRIKTRKN |  |            |  |            |  |            |

A: Аланін

C: Цистеїн

D: Аспарагінова кислота

E: Глутамінова кислота

F: Фенілаланін

G: Гліцин

H: Гістидин

I: Ізолейцин

K: Лізин

L: Лейцин

M: Метіонін

N: Аспарагін

P: Пролін

Q: Глутамін

R: Аргінін

S: Серин

T: Треонін

V: Валін

Кодований геном білок за функцією належить до цитокінів. 
Задіяний у таких біологічних процесах, як запальна відповідь, хемотаксис, альтернативний сплайсинг. 
Білок має сайт для зв'язування з молекулою гепарину. 
Секретований назовні.